# Picco Mera
Il Picco Mera è una montagna nella sezione Mahalangur Himal, nella sottosezione Barun dell'Himalaya e amministrativamente nella zona Sagarmatha del Nepal, nel distretto di Solukhumbu. A 6 476 metri è classificato come picco da trekking. Contiene tre principali vette: Mera Nord (6476 m); Mera Centrale (6461 m); e Mera Sud (6065 m), nonché una più piccola "cima da trekking", visibile come una vetta distinta da sud, ma non segnata sulla maggior parte delle mappe della regione.
L'altezza del Picco Mera è spesso indicataa come 6 654 metri e si afferma che sia la vetta più alta per il trekking. Questa cifra in realtà punta al vicino Peak 41, che è stato erroneamente chiamato Mera in una elenco di picchi himalayani, e le cifre sono state copiate nella lista ufficiale dei picchi da trekking come erano, comprese le coordinate errate della posizione.

## Storia
La regione del Picco Mera fu esplorata per la prima volta da alcune spedizioni britanniche (con la partecipazione di nomi importanti, tra cui Edmund Hillary, Tenzing Norgay, Eric Shipton e George Lowe) nei primi anni '50, sia prima sia dopo l'ascesa dell'Everest.
La prima ascesa del Mera Centrale avvenne il 20 maggio 1953 dal colonnello James Owen Merion Roberts e dallo sherpa Sen Tenzing (che era soprannominato The Foreign Sportsman). Roberts fu poi molto coinvolto nella creazione dell'industria del trekking in Nepal nei primi anni '60. Ha ricevuto il "Sagarmatha (Everest) National Award" dal governo nel maggio 2005.
Si ritiene che Mera Nord è stato invece scalato per la prima volta dagli alpinisti francesi Marcel Jolly, G. Baus e L. Honills nel 1975, sebbene alcune fonti affermano che sia stata scalata il 29 ottobre 1973 e gli scalatori includessero L. Limarques, Ang Lhakpa e altri due sherpa.
Nel 1986 Mal Duff e Ian Tattersall fecero la prima salita del pilastro sud-ovest. Il percorso è lungo circa 1 800 e classificato ED-. L'avvicinamento alla base del pilastro è estremamente esposto alla caduta del seracco. 

## Percorsi di arrampicata
Il percorso standard da nord prevede l'attraversamento dei ghiacciai in alta quota. I versanti ovest e sud del picco offrono vie tecnicamente più impegnative. Dalla vetta sono visibili cinque cime di 8000 m: Monte Everest, Lhotse, Cho Oyu, Makalu e Kangchenjunga, così come molte altre vette himalayane.
Per gli scalatori esperti si tratta di un'ascesa tecnicamente semplice, l'ostacolo principale è la corretta acclimatazione all'alta quota. Questi motivi fanno del Picco Mera una destinazione molto popolare, con molte compagnie di tour d'avventura che offrono escursioni guidate in montagna per clienti con poca o nessuna esperienza alpinistica.